# Diva Correia
 Diva Santiago Correia   (Porto Alegre, 21 de março de 1938) é uma voleibolista indoor brasileira, que atuou pela seleção brasileira que foi campeã sul-americana  em Santiago no ano de 1962. Também foi nadadora e basquetebolista. Além disso, é a precursora da categoria master no Brasil

## Carreira
Em 1948 Diva buscava a prática esportiva frequentando o Grêmio Náutico União de Porto Alegre com sua irmã Diná Santiago, e iniciou com a natação. No ano seguinte já competia em provas de natação. 
Sob influência de seu irmão Dilson Santiago, basquetebolista que achava que elas deveriam praticar algum esporte e que instigou seu pai a associar-se a esta agremiação para desfrutar das dependências esportivas, além de almejar um futuro esportivo para ambas.
No ano de 1950 ocorreu seu primeiro contato com o voleibol, mas mesmo assim prosseguiu atuando paralelamente como nadadora. Seu irmão Dilson, por ser jogador de basquete, não queria as irmãs praticando a mesma modalidade que ele praticava. Mas, pouco a pouco, foi aceitando e, em 1955, Diva começou a praticar o basquetebol, exercendo as três modalidades até 1960, quando deixou de competir na natação, onde fora recordista estadual. Após quatro anos, optou em deixar o basquetebol e focar apenas no voleibol.
Em 1954 foi convocada pela primeira vez para integrar a Seleção Gaúcha de Voleibol Feminino e, em 1957, foi convocada para a Seleção Gaúcha de Basquetebol Feminino. Disputou seu primeiro campeonato brasileiro em São Paulo, de voleibol, e no Rio Grande do Sul, de basquete.
Em 1960 foi convocada para as seleções brasileiras de vôlei e de basquete, porém foi impedida de participar por sua mãe. Em 1962 recebeu nova convocação para ambas modalidades e recusou a da seleção de basquetebol, aceitando de prontidão a de voleibol, e viajou com o grupo de jogadoras para o Chile para disputar o último Campeonato Sul-Americano antes da hegemonia peruana.
No ano de 1963 foi convocada para integrar a seleção brasileira para disputar a Universíada de Verão, realizado  em Porto Alegre entre os dias 30 de agosto e 9 de setembro, competição esta organizada pela The International University Sports Federation (FISU), mas que contou apenas com a participação de países sul-americanos, pois os europeus não enviaram representação.
Ainda na década de 1960, o Rio Grande Sul conquistou quase todos os campeonatos brasileiros universitários, e contava com uma equipe forte. Resolveu ser treinadora e estreou na função em 1972, dirigindo as equipes escolares do Rio Grande do Sul e que disputariam os jogos escolares brasileiros.
Diva, já veterana e com forte ligação com a prática esportiva, criou campeonatos com a categoria de voleibol para 30 anos em 1983, o que lhe rendeu homenagens; depois, no Paraná, criou a categoria de 40 anos e a própria Diva passou a jogar nesta; e após criou a categoria de 50 anos.
Diva tinha uma rede de vôlei na praia de Tramandaí, próxima a Porto Alegre. O local era conhecido como "Quadra da Diva", onde podiam ser encontrados além dos simples mortais, ídolos como Renan Dal Zotto, Paulo Roese, Marcus Vinícius e Cláudio Taffarel, entre outros.
Em 2009, mediante Decreto nº 46.805 de 8 de dezembro de 2009, recebeu a Medalha João Saldanha - Pessoa Física.

## Premiações individuais
- 2009 - Medalha João Saldanha[1]